# Giuseppe Ginanni
Giuseppe Ginanni (Ravenna, 7 novembre 1692 – Ravenna, 23 ottobre 1753) è stato un naturalista italiano.

## Biografia
Giuseppe Ginanni (Zinanni) nacque in una famiglia di antica nobiltà dal conte Prospero e dalla contessa Isabella Fantuzzi. Era ancora piccolo quando perse entrambi i genitori e venne allevato dai nonni paterni, alla morte dei quali fu affidato al Collegio dei Nobili di Ravenna diretto dai gesuiti dove gli venne impartita una regolare istruzione. All'età di diciassettenne anni fece ritorno a casa e pareva gradire più abbandonarsi alla vita mondana e alla caccia piuttosto che intraprendere un qualsiasi studio.

L’improvvisa morte del suo zio Antonio, fratello della madre, al quale era molto affezionato lo fece cadere in uno stato di depressione così profonda che si temeva per le sorti della sua stessa vita. Dopo molte insistenze si lasciò convincere a recarsi a Padova per consultare il medico e scienziato Antonio Vallisneri che, dopo un lungo colloquio, lo persuase ad abbandonare la vita oziosa che conduceva e lo indirizzò verso studi naturalistici che avrebbe potuto agevolmente intraprendere pur senza allontanarsi dal luogo dove viveva.
Il giovane tuttavia, si diede anzitutto ad attività di tipo artigianale, come la tornitura di oggetti in legno o la costruzione di orologi. Poi, incoraggiato dal concittadino Ruggero Calbi, iniziò ad trasformare il giardino della sua casa in un vero e proprio orto botanico, arricchendolo poco a poco di piante rare ed esotiche che otteneva dal botanico Giulio Pontedera, prefetto dell’orto botanico di Padova, al quale si era rivolto tramite un suo conoscente, Guglielmo Scoto, un professore di medicina che aveva conosciuto durante un soggiorno a Padova.

Nel 1732 entrò in rapporti con il botanico fiorentino Pier Antonio Micheli che, nel 1734, si recò da lui in visita il quale, dopo aver ammirato molto quel suo giardino, gli consigliò di non limitare i suoi studi al solo campo botanico, lo aiutò a dotarsi di una biblioteca ricca dei più importanti libri di storia naturale dell’epoca e lo incoraggio a raccogliere i più svariati reperti naturalistici. 
L’influenza che il Micheli esercitò sul Ginanni, come pure quella del Vallisneri e del riminese Giovanni Bianchi, che era considerato un’autorità nel campo della biologia marina, ebbero tutte rilevante importanza nell’evoluzione del suo pensiero scientifico.

Tra il 1732 e il 1737 il Ginanni si dedicò a compiere osservazioni sugli insetti, sulle cavallette in particolare e, contemporaneamente, alla raccolta di nidi e uova di uccelli.

Nel 1737 si recò a Venezia in occasione della pubblicazione di una sua opera nella quale aveva esposto il risultato dei propri studi e che aveva fornito di molte e ricche illustrazioni. Quest'opera gli fruttò ampia notorietà nell’ambito naturalistico e lo fece aggregare, quello stesso anno all’Accademia delle scienze dell'Istituto di Bologna. Il Ginanni inoltre fu in relazione con René-Antoine Ferchault de Réaumur, con Jean-François Séguier, con il botanico bolognese Giuseppe Monti e con Scipione Maffei.
 
Morì a Ravenna il 23 ottobre 1753.
Le ricerche rimaste inedite furono raccolte dal nipote Francesco Ginanni e pubblicate in due volumi dal titolo Opere postume (Venezia 1757), nel primo dei quali «... si contengono cento quattordici piante, che vegetano nel mare Adriatico, da lui osservate e descritte...»; nel secondo «... si contengono Testacei marittimi paludosi e terrestri dell'Adriatico e del territorio di Ravenna da lui osservati e descritti...».

## Riconoscimenti
Il 28 novembre 1718 Francesco Farnese, duca di Parma e Piacenza, nominò il Ginanni suo familiare. Benedetto XIV, con breve del 10 giugno 1744, gli conferì il canonicato di S. Giovanni Battista a Ravenna. Nel 1752 entrò a far parte della Società letteraria di Ravenna, allora istituita, e nello stesso anno a Firenze fu coniata in suo onore da Antonio Selvi una medaglia di bronzo che lo ritrae e ricorda le sue ricerche naturalistiche.